# عبدالکریم پوپل
رښتینوال عبدالکریم پوپل یکی از حقوق‌دانان افغان مقیم شهر برمن آلمان است. او وکیل دعوا حادثه قتل تعدادی از افغان‌هایی بود که در اثر حملات هوائی آلمان‌ها در ولایت قندوز کشته شده بودند. او نتوانست دعوا را ببرد.

## تاریخچه زندگی
عبدالکریم پوپل در سال ۱۹۷۵ فارغ دانشکده حقوق دانشگاه کابل گردیده در سال ۱۹۷۶ در کشور آلمان مهاجر گردید. مدت ۱۹ سال است که در آلمان زندگی دارد. او متعاقباً در سال ۱۹۹۲ فارغ رشته حقوق از دانشکده حقوق دانشگاه بریمن گردید. اکنون در بخش قوانین بین‌المللی فامیل‌ها، قوانین بین‌المللی باشندگان، و قوانین پناهندگان کار می‌کند. وی به زبان فارسی و پشتو بخوبی تکلم می‌نماید. او پس از سقوط طالبان در بخش احیای عدل قضاوت و قوانین در افغانستان فعالیت زیادی نمود.
اکنون وی عضو حقوق‌دانان آلمان و بریمن می‌باشد. رښتینوال عبدالکریم پوپل زمانی صاحب شهرت شد که حادثه ربودن سرهنگ جورج کلاین را مورد بررسی قرار داد. پس از این حادثه ۱۳۴ نفر باشندگان چهار دره ولایت قندز کشته و ۱۷۹ نفر زخمی گردیدند. کریم پوپل درین حادثه به حیث وکیل مدافع از این کشته شدگان و زخمیان تحقیقات نموده مدافعه خود را به دولت آلمان پیش نمود. او از حکومت آلمان تقاضا پرداخت مبلغ ۲۳۰۰۰ آیرو را برای برای فامیل‌های بازه نمود تا جبران خسارت گردد. در نتیجه دولت آلمان از پرداخت چنین پول ابا ورزید.